# Cosaquia
Cosaquia (ruso: казачий) es un término que a veces se usa para referirse a las áreas tradicionales donde viven las comunidades cosacas en Rusia y Ucrania, y a las tierras de la Hueste de Zaporiyia. Dependiendo de su contexto, "Cosaquia" puede significar el área etnográfica del hábitat cosaco o un estado cosaco propuesto independiente de la Unión Soviética.
El nombre "Cosaquia" se hizo popular entre los cosacos emigrados en Europa después de la Revolución Rusa de 1917 y la subsiguiente guerra civil. Se utilizó para designar una unión de siete Anfitriones territoriales cosacos ("unidades"): el Don, Kubán, Térek, Astraján, Ural, Orenburgo y el distrito de Kalmuk. La idea de Cosaquia fue planteada por primera vez en diciembre de 1920 por un grupo de cosacos emigrados en Constantinopla que fundó la Unión para la Resurrección de Cosaquia. La mayoría de los cosacos en el exilio se veían a sí mismos como rusos, y los atamanes de las huestes del Don, Kuban y Térek rechazaron la idea de Cosaquia. La mayoría de los emigrados cosacos vivían en la pobreza y tenían poco interés en el proyecto. Los llamamientos para una Cosaquia independiente surgieron dentro de la vibrante comunidad de cosacos emigrados en Praga, Checoslovaquia, más tarde en la década de 1920. El principal defensor de Cosaquia fue Vasili Glazkov, un cosaco del Don que fundó el Centro Nacional Cosaco en Praga. El Centro Nacional Cosaco de Glazkov tenía solo 12 miembros, pero ganó un patrocinador influyente en la forma de la Alemania nazi. Después de la ocupación alemana de la mitad checa de Checoslovaquia en marzo de 1939, el Centro Nacional Cosaco fue el único grupo cosaco al que se le permitió operar en Praga y los demás fueron cerrados. También se ideó un proyecto de constitución para Cosaquia y preveía la creación del estado de Cosaquia y su secesión de la Unión Soviética.
Durante la Segunda Guerra Mundial, algunos defensores de "Cosaquia" se unieron detrás de Alemania e intentaron establecer un estado cosaco teóricamente independiente. Alfred Rosenberg, el ministro del Este (Ostministerium), favoreció un enfoque llamado "guerra política" para "liberar al Reich alemán de la presión paneslava en los siglos venideros". Bajo el enfoque de "guerra política" de Rosenberg, la Unión Soviética se dividiría en cuatro estados nominalmente independientes que consisten en Ucrania; una federación en el Cáucaso; una entidad que se llamaría Ostland que comprendería los estados bálticos y Bielorrusia; y un estado ruso trasero. Rosenberg era un antisemita fanático y un rusófobo, pero estaba a favor de una política más diplomática hacia la población no rusa y no judía de la Unión Soviética, argumentando que se trataba de una gran reserva de mano de obra que podría ser utilizada por el Reich.
Inicialmente, Rosenberg consideró que los cosacos eran rusos y los atribuyó al popular estereotipo alemán de los cosacos como violadores y saqueadores matones. Sin embargo, a medida que el número de cosacos que se unieron al Reich siguió creciendo hasta 1942, Rosenberg cambió de opinión y decidió que, después de todo, los cosacos no eran rusos, sino que eran una "raza" separada descendiente de los godos. El Ostministerium fue apoyado por las SS, cuyos "expertos raciales" habían concluido en 1942 que los cosacos no eran eslavos, sino descendientes de los ostrogodos y, por lo tanto, eran arios. Rosenberg decidió que después de la "victoria final", Alemania establecería un nuevo estado títere que se llamaría Cosaquia en los territorios tradicionales de las Huestes del Don, Kubán, Térek, Astraján, Ural y Orenburgo en el sureste de Rusia. La mayoría de los líderes cosacos tendían a rechazar el concepto de "Cosaquia", pero dado que era política alemana promover "Cosaquia", tenían pocas opciones al respecto. La ideología separatista de Glazkov fue adoptada formalmente como base de la política alemana hacia los cosacos. En 1942, el Ostministerium se acercó al atamán Serguéi Pávlov con una oferta de que si ponía su Hueste a disposición de la Wehrmacht, entonces Alemania establecería Cosaquia. A través de Pávlov estaba preparado para luchar por Alemania, y menos interesado en Cosaquia. A partir de 1942, la propaganda nazi proclamó su apoyo al establecimiento de Cosaquia como objetivo de guerra alemán. Los cosacos que vivían en las stanitsas ocupadas por la Wehrmacht, en los campos de prisioneros de guerra alemanes y los que servían en las Ostlegionen fueron bombardeados con propaganda nazi anunciando que una vez que el Tercer Reich obtuviera su "victoria final", Cosaquia se convertiría en una realidad.
En enero de 1943, Rosenberg nombró al general Piotr Krasnov, el ex ataman de la Hueste de Cosacos del Don, para la Oficina Central Cosaca del Ostministrium, convirtiéndolo en el hombre clave del Ostministrium en sus tratos con los cosacos. Krasnov no era partidario de Cosaquia, siendo nombrado principalmente porque Rosenberg creía que un hombre con su prestigio inspiraría a más cosacos a alistarse en la Wehrmacht. En una reunión con Glazkov en Berlín en julio de 1944, Krasnov declaró que no estaba de acuerdo con el separatismo de Glazkov, pero se vio obligado a nombrar a tres partidarios de Cosaquia para puestos importantes en la Oficina Central Cosaca.
Después de la guerra, la idea de una Cosaquia independiente conservó cierto apoyo entre los cosacos emigrados en Europa y Estados Unidos. La Ley Pública estadounidense de 1959 sobre Naciones Cautivas incluyó a Cosaquia entre las naciones que vivían bajo la opresión del régimen soviético. El historiador estadounidense Christopher Simpson escribió que dos de las "naciones cautivas" mencionadas en la resolución, Idel-Ural y Cosaquia, eran "entidades ficticias creadas como estrategia propagandística por el teórico racial de Hitler, Alfred Rosenberg, durante Segunda Guerra Mundial".
El principal partidario de Cosaquia en los Estados Unidos durante la Guerra Fría fue Nikolái Nazarenko. El autoproclamado presidente de la Federación Mundial del Movimiento de Liberación Nacional Cosaco de Cosaquia Nazarenko disfrutó de cierta prominencia en el área de la ciudad de Nueva York como organizador del desfile anual del Día de las Naciones Cautivas que se lleva a cabo cada julio a partir de 1960. En 1978, Nazarenko, vestido con su colorido uniforme de cosaco, dirigió el desfile del Día de las Naciones Cautivas en Nueva York y le dijo a un periodista: "Cosaquia es una nación de 10 millones de personas. En 1923, los rusos abolieron oficialmente Cosaquia como nación. Oficialmente, ya no existe... Estados Unidos no debería gastar miles de millones apoyando a los soviéticos con el comercio. No debemos temer al ejército ruso porque la mitad está compuesto por naciones cautivas. Nunca pueden confiar en sus tropas". Después de 1991, la idea de una Cosaquia fue rechazada por la mayoría de los cosacos con una reunión a finales de 1992 de los 11 atamanes representando a las 11 Huestes, declarando su apoyo a una Rusia unida.

## Libros y artículos
- Burleigh, Michael (2001). The Third Reich A New History. New York: Hill and Wang. ISBN 080909326X.
- Campbell, John Coert (1965). American Policy Toward Communist Eastern Europe: the Choices Ahead. University of Minnesota Press. ISBN 0-8166-0345-6.
- Longworth, Philip (1970). The Cossacks. Holt, Rinehart and Winston.
- Mueggenberg, Brent (2019). The Cossack Struggle Against Communism, 1917-1945. Jefferson: McFarland. ISBN 978-1476679488.
- Newland, Samuel J. (1991). The Cossacks in the German Army 1941-1945. London: Frank Cass. ISBN 0714681997.
- Simpson, Christopher (1988). Blowback: America's Recruitment of Nazis and Its Effects on the Cold War. New York: Grove Atlantic. ISBN 1555841066.
- Tschebotarioff, Gregory (1964). Russia, My Native Land: A U.S. Engineer Reminisces and Looks at the Present. New York: McGraw-Hill.